# Mongkol Borei
Mongkol Borei est une ville de la province de Banteay Mean Chey, au Cambodge.

## Géographie
La ville est à environ 8 km au sud-est de Sisophon et 50 km au nord de Battambang.